# Merelbeke
Merelbeke es una comuna de la región de Flandes, en la provincia de Flandes Oriental, Bélgica. A 1 de enero de 2019 tenía una población estimada de 24 660 habitantes.
Se encuentra ubicada al noroeste del país, cerca del río Escalda.

## Nombre
Merelbeke fue originalmente una zona con bosques y brezales debido a sus bruscas diferencias de altura; por otro lado con zonas muy húmedas que contienen pantanos, charcas y estanques. Los escritos del siglo XII se refieren a los topónimos compuestos de "lago" (merle, marila) y "arroyo" (baki, beca) con influencias románicas y germánicas. Merelbeke significaría "arroyo-del-lago" según esta interpretación.
Otro significado de "lago" es "marga", el subsuelo a través del cual el mencionado arroyo despejaba su camino hacia el Escalda. No fue hasta alrededor de 966 que se mencionó el nombre de una aldea "Merelbeke".

## Historia

### Prehistoria y Era Romana
Los hallazgos arqueológicos muestran que hubo una ocupación temprana en las partes altas del municipio. Los raspadores y una cuchilla encontrados en 1965/1967 en la construcción del Ringvaart y un hacha de pedernal hallada en 1824, prueban la presencia de humanos y caza durante el Paleolítico Medio (55.000 años a 35.000 aC).
En 1997, se encontró un túmulo funerario de la Edad de Bronce (del \3000 a 800 a. C.) en el sitio de Axxes en Ringvaart. En el mismo sitio se encontraron restos de 3 casas romanas de madera y un pozo. Los tiestos de cerámica de finales de la Edad del Hierro (del 500 a. C.  al  0 a. C.) y una campana de hierro (hacia el siglo I d. C.) muestran que al menos 22 personas vivían aquí con ganado. La investigación del polen mostró que mientras tanto había un paisaje fuertemente  deforestado con pastos, hierbas, plantas acuáticas y también plantas cultivadas. Esto coincide con el descubrimiento en 1786 de un cementerio con unas cincuenta urnas.
Durante la Edad Media, el lugar continuó siendo habitado con un asentamiento galorromano y más tarde un asentamiento franco.
También ha habido ocupación romana en otros lugares del municipio: en 2000, los arqueólogos encontraron rastros de edificios de madera de la época romana (siglos I al II) en Kloosterstraat.
Entre 1781 y 1800, se encontraron un gran número de monedas romanas en varios lugares, posiblemente abandonadas por los galo-romanos que huían a la llegada de los francos (hacia el 406 d. C.). Estos se asentaron en los lugares más altos del municipio para establecer negocios agrícolas. Se ha establecido que entre 450 y 751 Merovingen se ubicaron en Merelbeke.

### Medioevo
En 2001 y 2003, los arqueólogos encontraron un campo de enterramiento medieval temprano con alrededor de 120 tumbas de los siglos VII al IX en el sitio de OCMW, donde hoy se encuentra el departamento de Caritas Wadi. En él se encontraron ajuares funerarios muy hermosos, como la hebilla de un cinturón. También se encontraron vestigios de un asentamiento del siglo IX, con un horno de alfarería y alfarería únicos en Flandes. También había una carretera del siglo VIII al XI que continuaba hasta la Kloosterstraat. Alrededor de este camino se encontraron vestigios de un pueblo medieval.
En 2015, los arqueólogos encontraron rastros de un pueblo medieval junto al actual centro administrativo del OCMW, en Poelstraat. Se encontró un pozo de tronco de árbol del siglo V o VI (período merovingio) y un foso que data del siglo VIII o IX y posiblemente cerrando un asentamiento carolingio.
Siglo VII al XII
A finales del siglo VII y principios del VIII se inicia la cristianización y la obra misionera de San Amandus a lo largo del Escalda. Esto llevó a la fundación de iglesias con San Pedro como patrón. Se erigió una iglesia cerca del "Stede ter Hagen" de origen franco, ubicada en la fértil Scheldemeersen. En 1071 esta iglesia fue reconstruida, por iniciativa del conde de Flandes Robrecht de Fries, después de haber derrotado a Arnulf III, su predecesor. Una carta de 1108 indica que el derecho de patrocinio sobre la iglesia de Merelbeke recaía en el Gante Sint-Pietersabdij. El "Kerkhoek" todavía muestra hoy las huellas de la antigua iglesia con cementerio, que permaneció hasta 1874. La iglesia actual en Hundelgemsesteenweg estaba ahora en uso.
En 928, el rey alemán Enrique I cedió una gran propiedad a lo largo del Escalda, regentada por la familia van Crombrugghe, a su hija Gerberga, como donación para su matrimonio con el duque Gislebert de Lorena. Se dice que el actual distrito de Kwenenbos lleva el nombre de este "Kwene" Gerberga. Ella donó parte del dominio a la Abadía de San Pedro en Gante en 966. El resto siguió siendo propiedad de su hermano, el emperador Otto I.
A finales del siglo IX, Flandes tampoco escapó del saqueo de los vikingos. Durante este período, se proporcionó un puesto defensivo en la actual Sint-Elooistraat, que luego se convirtió en una granja de caballeros. Cuando los edificios cayeron en mal estado, el sitio fue nombrado "Spookhof".
SpookhofMerelbeke pertenecía como mansión a la Tierra de Aalst y, junto con Lemberge, dependía del leenhof "ten Steene" del conde de Flandes. Dentro de la mansión había varios enclaves, incluido el "Hof ter Hagen" y la "mansión de Crombrugghe".

### sigloXIIalXVI
Desde el siglo XII en adelante, las fuentes muestran que los nobles feudales llevaban "Merelbeke" en su nombre:
Roberto de Merelbeke (1118)
Michiel van Merelbeke quien, junto con el conde de Flandes de mentalidad inglesa, Guy de Dampierre, fue capturado por el rey francés en París en vísperas de la Batalla de las Espuelas Doradas (1302)
Jan van Merelbeke (1351)
Pieter y Jan van Merelbeke (1378).
Pachthof en la corte ter Wallen Después de eso, el feudo pasó a manos de la noble familia Van der Cameren hasta principios del siglo XVIII. El gante Antoon Triest y sus descendientes la sucedieron. En 1740, Theodoor Triest murió sin heredero, después de lo cual Willem-Antoon Damarin, esposo de la familia de Theodoor Triest, se convirtió en feudo de Merelbeke y Lemberge. Fue sucedido por su hija Maria-Theresia Damarin, luego por su hijo Willem-Frans-Antoon van den Bogaerde. Los señores de Merelbeke vivieron alrededor de 1460 en un castillo en la actual Kerkstraat, cuyo corral adjunto fue restaurado y ha sido protegido como vista de la aldea desde el 29 de octubre de 2002.
En Merelbeke, el tribunal continuó en el "Straatvijverken" cerca del Scheldt y Sint-Elooiskapel. La horca se instaló cerca de la actual Motsenstraat, ubicada en lo que entonces era la "Werre en galwijk".
Las fuentes de Hof ter Wallen mencionan 3 molinos en el territorio: Crombrugghe, Merelbeke-Lemberge y Schelderode-Bottelare. El nombre actual de la calle Meierij en Schelderode se refiere a este último.
En 1268, el monasterio de mujeres de Ter Hagen se estableció en Verlorenbroodhoeve, pero volvió a su residencia original en Axel en 1278. Conservó sus propiedades en Merelbeke hasta 1796, cuando fueron confiscadas por el estado.
En los siglos XIII-XIV, se erigió una capilla de peregrinaje de estilo gótico en lo que hoy es Brandegems Ham, con San Eligius como patrón. Este obispo francés canonizado ya predicó la fe cristiana en nuestra región en el siglo VII. La capilla fue protegida como monumento el 3 de julio de 1942.
Merelbeke sufrió mucho por los disturbios políticos que tuvieron lugar en Gante durante el régimen de Borgoña. En marzo de 1382, Gante se rebeló contra el conde de Flandes, Luis de Malé. Los insurgentes que saquearon Ronse se trasladaron a Merelbeke y esparcieron su botín, pero fueron sorprendidos por las tropas del conde. Se produjo una masacre durante la cual los rebeldes fueron derrotados.
Cerca de la capilla de St. Elois en 1452 hubo otra pelea entre la gente de Gante y el ejército de Felipe el Bueno, duque de Borgoña, en la que los rebeldes de Gante huyeron después de la batalla de Gavere (1453). Cuando llegaron a Merelbeke de camino a su ciudad, fueron alcanzados por los jinetes del ejército en el actual Molenhoek. Un grupo de unos 800 tejedores bloqueó el paso para que los demás rebeldes pudieran continuar. Se reunieron alrededor de su estandarte y libraron una dura batalla que perdieron. El persistente Cornelius Seyssens adquirió un valor simbólico en esto. La historia de la batalla fue incorporada a un poema de Albrecht Rodenbach. Una piedra conmemorativa en la fachada del antiguo ayuntamiento conmemora esta batalla.
Se produjo otra batalla militar en Merelbeke cuando el condado de Flandes se levantó en 1483-1492 contra la regencia del archiduque de Austria y emperador del Sacro Imperio Romano Germánico, Maximiliano I.

### DelsigloXVIhasta finales delsigloXVIII
A partir del siglo XVI, muchos residentes ricos de Gante se quedaron en Merelbeke, donde construyeron casas de campo y "residencias de placer". El Blauwhuis, con título de propiedad de 1586 y ubicado en la actual Oude Gaversesteenweg, es uno de ellos.
Durante este siglo, la iconoclasia surgió bajo la influencia de las ideas luteranas. Esto llevó a una serie de guerras religiosas. En los Países Bajos de los Habsburgo, bajo el gobierno de Carlos V, el emperador romano-alemán y rey de España, la iconoclasia dejó un rastro de destrucción en iglesias, capillas, abadías y monasterios entre el 10 de agosto y octubre de 1566. El ejército español del emperador tuvo que poner las cosas en orden, pero el impago los impulsó a saquear a la población. Insurgentes y piratas de todo tipo también se aprovecharon del tumulto para robar a sus conciudadanos.
En 1567 y 1571, los soldados españoles acamparon en Merelbeke en su paso de Brujas a Bruselas y la población tuvo que proporcionarles comida y bebida. A principios de 1572, los edictos reales pedían a la población que protegiera las iglesias y los bienes espirituales contra la destrucción de los rebeldes protestantes (Geuzen), que los campesinos de Merelbeek cumplieron a pesar de los numerosos saqueos que ellos mismos habían sufrido. 
Sin embargo, la iglesia de Merelbeke no escapó a la tormenta de destrucción. La desesperación de los habitantes llevó a un día general de oración el 13 de julio de 1575, y muchas congregaciones circundantes siguieron su ejemplo. El Papa Gregorio XIII concedió una indulgencia plena en enero de 1576 como consuelo.
La situación se prolongó más y las fuentes señalan que en 1577-1579 Merelbeke fue asolada alternativamente por los jinetes viajeros del señor van Wakken, soldados del ejército francés y del cuerpo de ejército del general español Cristóbal de Mondragón y Otalora. En abril de 1579 el municipio fue sorprendido por jinetes escoceses (protestantes) que obligaron a los habitantes a abastecerles de provisiones. A fines de julio, todos tuvieron que abandonar el territorio para que los soldados pudieran reagruparse. Muchos ciudadanos acomodados de Merelbeke, Gante y sus alrededores se fueron en ese momento a Holanda. Las casas fueron saqueadas y las cosechas segadas en los campos, a pesar de que había provisiones eran abastecidas por barco. Los agricultores que regresaban fueron agredidos y abusados verbalmente.
En agosto otro regimiento del Mondragón se hospedó cerca de la iglesia de Merelbeke y la posada Ter Hand. En octubre fueron seguidos por soldados merodeadores del conde de Egmont y soldados de la región de Aalst y Geraardsbergen. Después de esto, la administración de Gante obligó a los agricultores a traer su grano trillado a la ciudad. En diciembre, un grupo de rebeldes (Geuzen) se quedó en la congregación y el pastor se vio obligado a pagar sus gastos. Esto fue seguido en 1580 por demandas y toma de rehenes, el robo de bienes y ganado por los jinetes de Egmont y los descontentos (nobles católicos proespañoles que tomaron las armas contra los rebeldes). 
En 1583 los soldados fueron finalmente alojados en el castillo de Merelbeke para proteger a la población.
Luis XIV, más conocido como 'el Rey Sol' francés, quiso aprovechar la revuelta para apoderarse del sur de los Países Bajos y a mediados del siglo XVII se produjo una invasión por parte de soldados franceses que pasaron por allí durante su estancia en Merelbeke. Tenían que ser alimentados y albergados por los habitantes. En 1678 Gante fue sitiada y en ese periodo el mismo Luis XIV se estableció temporalmente en el Verlorenbroodhof (hoy Verlorenbroodstraat 6).
En 1701 Francia y España lucharon por el dominio en Europa (guerra de sucesión española) y la República de los Países Bajos, el Sacro Imperio Romano Germánico y Gran Bretaña formaron una alianza. Esto llevó a la batalla de Oudenaarde en 1708. Los ejércitos aliados fueron comandados por John Churchill, duque de Marlborough, quien instaló un campamento en Merelbeke durante el asedio de Gante (pro-francés).
Esta guerra de sucesión llegó a su fin en 1713 con la paz de Utrecht. El pastel europeo se dividió y el sur de Holanda se asignó a los Habsburgo Austria. Tras la muerte de Carlos IV, su hija Maria-Theresia llegó al poder. Siguió un período de relativa calma, hasta que su hijo José II la sucedió en 1780. Como déspota ilustrado, había mucho descontento debido a su impulso reformador y entrometido. En el sur de los Países Bajos, esto llevó a la revuelta de Brabante (1789-1790) en la que Jan Frans Vonck y Hendrik van der Noot fueron los líderes. En Merelbeke no todos recibieron apoyo económico, también se creó un cuerpo de voluntarios al que se le dio un cañón de seis libras y dos caballos con conductor.

### Era moderna
Solo después de 1789, como resultado de la Revolución Francesa, el feudal llegó a su fin. Nuevamente hubo disturbios en Europa Occidental. En 1792 Francia conquistó el sur de los Países Bajos por primera vez de Austria y en 1794 el área fue anexionada permanentemente a Francia. Se eligieron representantes del pueblo, que tuvo lugar en la iglesia parroquial de Merelbeke, tras lo cual se juró lealtad al nuevo régimen al árbol de la libertad. Las propiedades de las instituciones eclesiásticas fueron confiscadas, confiscadas y vendidas. El idioma de instrucción se convirtió en francés. Sin embargo, la política antirreligiosa, junto con la presión militar (lotería) y financiera (fiscal), llevaron a otra revuelta. La Guerra de los Bóeres (1798) también provocó rebeldes "brigantes" o "bandoleros" en Merelbeke. Los soldados franceses llegaron y sofocaron todas las revueltas, después de lo cual el municipio tuvo que pagar los gastos incurridos.
La revolución industrial es característica del siglo XIX. El desarrollo y florecimiento de la industria en las ciudades y el uso del trabajo de mujeres y niños dificultaron que el campo pudiera competir con el trabajo doméstico.
Merelbeke era un municipio predominantemente agrícola con granjas en su mayoría pequeñas y no tenía un número significativo de hilanderos o tejedores. La población también estaba formada por un reducido número de artesanos del centro, que servían a la población agrícola. También había astilleros, capitanes y ladrilleras. La hambruna provocó la desaparición de bosques y estanques para la agricultura y que cada producto agrícola se aprovechara al máximo. Por ejemplo, se producía y destilaba aceite de colza.
A finales del siglo XIX y principios del XX floreció la mano de obra estacional: muchos trabajadores se trasladaron al norte de Francia para trabajar allí durante varios meses en las fábricas de ladrillos, el cultivo de remolacha azucarera o el procesamiento de achicoria. Por lo tanto, obtuvieron el nombre de "Franschmans". También se encontraron muchos trabajadores estacionales en los otros distritos de Merelbeke. Además, muchos fueron a Valonia y al área de Bruselas para realizar trabajos estacionales.
Los cambios políticos volvieron a ser inminentes. Después del exilio de Napoleón en 1814, Luis XVIII llegó al poder. Napoleón logró escapar y cuando resultó que Francia lo apoyaba más que Luis, este último huyó a una Gante asustada. Las otras potencias europeas, sin embargo, lucharon contra el poder de Napoleón y en 1815 perdió la batalla en Waterloo. Los estados victoriosos volvieron a dibujar el mapa europeo.
El Reino Unido de los Países Bajos se estableció como un amortiguador, en el que se incluyó a los Países Bajos del Sur. El rey Guillermo I tomó todo tipo de iniciativas para estimular la economía, como la mecanización de la industria, el desarrollo del transporte, con la construcción del canal Ghent-Terneuzen (1827), el apoyo financiero a los empresarios. El idioma oficial pasó a ser el holandés, que no fue bien recibido por la burguesía en Flandes. La libertad de educación y religión no fue permitida sin restricciones por William I. El campo no podía competir con la industria. Las malas cosechas de papa también causaban hambrunas de forma regular. El descontento general dio lugar a un levantamiento y la independencia de Bélgica en 1830. Se estableció la monarquía. Había mucha escasez y la economía necesitaba una reactivación.
En Merelbeke se celebra una feria anual desde 1838. Inicialmente era un mercado de caballos y animales de cuerno, hoy es un mercado variado sin ganado.
En 1847 y 1886, el cólera estalló en Merelbeke y mató a 80 personas. En 1866 y 1890, el tifus provocó la muerte de más de 100 personas.
En 1859 se estableció una casa de culto, la más tarde OCMW, donde las hermanas Maricolen de la orden de San Francisco recibieron y enseñaron a ancianos, enfermos y huérfanos.
El sector del transporte experimentó un fuerte crecimiento en la segunda mitad del siglo XIX: en Merelbeke floreció el transporte marítimo para el transporte de ladrillos y en 1888 se construyó un ferrocarril local entre Gante y el municipio. El depósito de tranvías, cuya casa acompañante del jefe de estación está protegida como monumento, se estableció en el centro de Merelbeke para este propósito.
A partir de 1874 la "estación Merelbeke" aseguró la conexión con Wetteren-Dendermonde y desde 1910 con Aalst y Bruselas. 
La estación se convirtió en una importante estación de maniobras de convoyes, lo que dio lugar al bombardeo de los aliados en 1944.
La población de "Stationswijk", hoy distrito de Flora, creció rápidamente y había cada vez más tiendas y posadas locales. Además del distrito densamente poblado, todavía había mucho espacio abierto donde los floristas se establecieron desde 1870. Además, también había una gran área con brezos y bosque.

### Periodo de las guerras mundiales
Durante la Primera Guerra Mundial, Merelbeke, al igual que otros municipios, sufrió mucho por la ocupación. En 1914 se recibió temporalmente a un grupo de refugiados de Kampenhout. Durante la Segunda Guerra Mundial, siguió otra ocupación de los alemanes. Con el objetivo de la liberación, los aliados bombardearon todas las conexiones de transporte importantes de las fuerzas de ocupación, de modo que el 10 de abril y el 10 de mayo de 1944, casi todo el distrito de Flora fue barrido durante un bombardeo de alfombra. Debido a la reconstrucción, el aspecto de este distrito cambió considerablemente. En julio de 2004, el alcalde recibió un diploma honorífico y una cinta conmemorativa de manos del entonces ministro de Defensa, por lo que Merelbeke fue reconocida como víctima de la guerra. El monumento a los caídos en el ayuntamiento, que conmemora a las víctimas de las dos guerras mundiales, está protegido desde el 24 de noviembre de 2011.
En el período 1919-1930 se llevaron a cabo muchas adjudicaciones que ofrecieron nuevas viviendas para la población en rápido crecimiento del municipio. Esto dio lugar a nuevos centros residenciales y la construcción de iglesias auxiliares en los barrios Flora (1953-1954) y Kwenenbos (1957-1962).

### Inundaciones del Escalda
La inundación anual del Escalda fue port mucho tiempo una preocupación recurrente para Merelbeke. Los relatos antiguos de la iglesia registran a los residentes que llegaban a la iglesia en barco. Varias rectificaciones del río mejoraron la situación, pero nunca se resolvieron del todo. 
En 1965-1966 se produjo una inundación que convirtió Merelbeke en una zona de desastre y durante la cual el rey Balduino vino personalmente a apoyar a la población. 
En el transcurso de la década de 1960, el canal del río (Ringvaart) fue excavado para mejorar el transporte marítimo desde Gante. La provisión de un brazo de marea y un complejo de esclusas también puso fin a las inundaciones. La inauguración solemne del Ringvaart tuvo lugar en 1969. A lo largo del siglo XX, el Escalda perdió su importancia a favor del transporte terrestre.
Centrada en la ruta de Hundelgemsesteenweg, se ha desarrollado una amplia red de carreteras locales en Merelbeke. La autopista Ostende-Bruselas, hoy E40, fue construida entre 1937 y 1956. Este pasaba por Merelbeke y después de la construcción del Ringvaart se habilitó un complejo de acceso al municipio, que se inauguró oficialmente en 1969. El anillo de circunvalacion R4 se construyó a ambos lados del Ringvaart, que se conectó en 2015 al complejo de acceso a la autopista.

### Últimos años
En el distrito de Flora, entre los distritos densamente poblados, se encuentra el parque de Kasteel Ter Heide, que es una reserva natural de 35 hectáreas y ha sido administrado por las reservas belgas de naturaleza y aves desde 1975. Otro parque en este distrito es el Liedermeerspark municipal, ubicado junto al Scheldt y Verlorenbroodstraat. El Scheldemeersen, que se extiende al territorio de Merelbeke, Schelderode y Melsen, ha sido paisaje protegido desde el 4 de noviembre de 1981.
Tras el Real Decreto de 17 de septiembre de 1975, se produjo la fusión con Bottelare, Melsen, Munte y Schelderode, convirtiéndose Merelbeke en municipio piloto a partir de 1977.

## Demografía

### Evolución
Todos los datos históricos relativos al actual municipio, el siguiente gráfico refleja su evolución demográfica, incluyendo municipios después de efectuada la fusión el 1 de enero de 1977.
| Gráfica de evolución demográfica de Merelbeke entre 1846 y 2019 |
|                                                                 |